# Упырь (повесть)
«Упы́рь» — готическая повесть (рассказ) Алексея Константиновича Толстого, изданная им в 1841 году под псевдонимом Краснорогский. Первое опубликованное произведение писателя.

## Сюжет
«Сюжет повести напоминает русскую матрёшку, одна история вкладывается в другую, а в неё третья». Во время бала дворянину Руневскому бросается в глаза «человек, по-видимому, ещё молодой, но бледный и почти совершенно седой…». Его седина — результат невольного общения с нечистью (аналогия с гоголевским Хомой в «Вие»). Тот сетует, что на бал пришло несколько «беспокойных покойников, на похоронах которых он недавно присутствовал, но которые с удивительной наглостью притворяются живыми, чтобы продолжить свою давнишнюю профессию — сосать кровь из молодых людей и девиц». Он же поясняет Руневскому, как среди гостей определить упыря: «Заметьте только, как они, встречаясь друг с другом, щёлкают языком. Это по-настоящему не щёлканье, а звук, похожий на тот, который производят губами, когда сосут апельсин. Это их условный знак, и так они друг друга узнают и приветствуют». Этот же незнакомец, Рыбаренко, позднее рассказывает историю, произошедшую с ним в Италии. История преподносится таким образом, чтобы читатель сам решил, в самом ли деле присутствующие на балу — упыри или же это плод помешательства главного героя.
В сюжете можно выделить три самостоятельные линии, где главными действующими лицами выступают представители разных поколений семьи Островичей: линия Марфа — Амвросий, линия Прасковья Андреевна — Пьетро д ́Урджина и линия Даша — Руневский. Эти линии представляют собой историю проклятия старинной венгерской семьи Островичей.
Отсутствие объективной оценки повествования предлагает читателю выбор среди трёх точек зрения: первой — все события, происходящие с героем, можно объяснить логически (Владимир); второй — абсолютная вера в ирреальное (Рыбаренко); третьей — истинность существования потусторонних сил не может быть однозначно установлена (Руневский).

## История создания
«Упырь» написан частично под влиянием повести «Вампир» Джона Уильяма Полидори, которая была опубликована в русском переводе в Москве в 1828 году. С «Вампиром» Д. У. Полидори «Упырь» Толстого связывает только один сюжетный ход — завязка в обоих произведениях происходит на светском приёме. Ещё в конце 1830-х Толстой написал на подобную тему рассказ «Семья вурдалака», который оставался в рукописи и был опубликован после смерти автора.
Источником вдохновения для повести стали воспоминания Толстого о его пребывании в итальянском городе Комо в 1838 году. Он писал об этом жене в апреле 1872 года, отмечая виллу Ремонди, девушку по имени Пепина и другие детали. 
Впервые Толстой прочитал «Упыря» 9 апреля 1841 года у Владимира Соллогуба, где в числе слушателей повести были В. А. Жуковский и В. Ф. Одоевский. Примерно в то же время и в том же кругу М. Ю. Лермонтов читал свой мистический отрывок «Штосс».
11 мая 1841 года Толстой направил рукопись цензору А. В. Никитенко и через четыре дня получил разрешение на издание повести.

## Критика
Виссариону Григорьевичу Белинскому понравилась повесть. В «Отечественных записках» он благосклонно писал о молодом авторе, отмечая, что тот «носит на себе все признаки ещё слишком молодого, но тем не менее замечательного дарования, которое нечто обещает в будущем».
В. Г. Белинский «Упырь. Сочинение Краснорогского»:

«Упырь» — произведение фантастическое, но фантастическое внешним образом: незаметно, чтоб оно скрывало в себе какую-нибудь мысль, и потому не похоже на фантастические создания Гофмана; однако ж оно может насытить прелестью ужасного всякое молодое воображение, которое, любуясь фейерверком, не спрашивает: что в этом и к чему это? Не будем излагать содержания «Упыря»: это было бы очень длинно, и притом читатели не много увидели бы из сухого изложения. Скажем только, что, несмотря на внешность изобретения, уже самая многосложность и запутанность его обнаруживают в авторе силу фантазии; а мастерское изложение, уменье сделать из своих лиц что-то вроде Характеров, способность схватить дух страны и времени, к которым относится событие, прекрасный язык, иногда похожий даже на «слог», словом — во всём отпечаток руки твердой, литературной, — все это заставляет надеяться в будущем многого от автора «Упыря». В ком есть талант, в том жизнь и наука сделают своё дело, а в авторе «Упыря» — повторяем — есть решительное дарование.

В 1890 году повесть была переиздана с предисловием Владимира Соловьёва, в котором он охарактеризовал рассказ как «удивительно-сложный фантастический узор на канве обыкновенной реальности». Мыслитель сделал акцент на художественных и поэтических достоинствах произведения, которое в левых кругах было принято рассматривать в качестве сатиры на светское общество, где «приняты» и пользуются уважением выходцы с того света.

## Экранизации
- «Упырь» (1967, Польша, реж. С. Ленартович)
- «Пьющие кровь» (1991, СССР, реж. Е. Татарский)